# Vrbatův Kostelec
Vrbatův Kostelec é uma comuna checa localizada na região de Pardubice, distrito de Chrudim.